# Raffaello Arcangelo Salimbeni
Raffaello Arcangelo Salimbeni (Firenze, 15 giugno 1914 – Firenze, 13 marzo 1991) è stato uno scultore e pittore italiano.

## Biografia
Dopo qualche mese, dopo la nascita, viene portato a Siena dalla zia materna con cui trascorrerà i suoi primi vent'anni. Si iscrive all'Accademia di belle arti di Siena dove frequenta i corsi di Ornato, ottenendo un premio e mettendosi in evidenza per lo studio. Tra i suoi maestri Fulvio Corsini di cui frequenta anche la bottega. Nel 1929, oltre ai corsi serali di nudo, al concorso annuale della copia in gesso ottiene il secondo premio. L'anno successivo è tra i migliori allievi che prendono parte alla "II Mostra Regionale d'Arte degli Avanguardisti e delle Giovani Italiane della Toscana", tenutosi al Convitto Tolomei. Partecipazione che ripeterà anche l'anno dopo.
Nel 1936 si trasferisce a Firenze, all'Istituto d'Arte di Porta Romana dove entra in contatto con le opere di Libero Andreotti, morto nel 1933, scoprendone la plasticità scultorea, tramite Bruno Innocenti che sarà anche suo insegnante insieme a Gianni Vagnetti. Nel frattempo, dal 1934 al 1940 prende parte ai "Littoriali dello Sport, della Cultura e dell'Arte e del Lavoro" che si svolgeranno in varie sedi italiane. Nel 1937 espone alla "Seconda mostra del sindacato nazionale fascista di Belle Arti a Napoli" e l'anno seguente partecipa alla "V Mostra Provinciale Sindacale di Belle Arti" a Siena, in cui espone disegni, sculture ed incisioni.
Tiene la sua prima mostra personale nel 1939 a Palazzo Patrizi a Siena, insieme al pittore Memo Vagaggini cui seguiranno altre mostre a Firenze e Milano. Nel 1942 lo troviamo ancora a Siena, questa volta presentato da Enzo Carli in una personale organizzata da Mario Verdone nell'ambito dei Gruppi Universitari Fascisti. Nello stesso anno viene ammesso con una scultura a partecipare alla  XXII Biennale Internazionale d'Arte di Venezia.
Nel 1943, anche se la guerra è ormai vicina, stabilisce la propria residenza a Firenze. La caduta del fascismo e la conseguente invasione nazista impongono la chiusura di ogni attività culturale, sebbene sia stato invitato dalla Repubblica fantoccio di Salò alla XXII Biennale a Venezia nel 1944, che però non ha luogo. Riprende la sua attività nel 1945 partecipando alla mostra di Palazzo Strozzi dal titolo emblematico Firenze distrutta. Inizia anche a collaborare come scenografo con il Teatro Cherubini di Firenze. Sono anni densi di attività in cui partecipa a numerose mostre e vince premi ai vari concorsi italiani come quello del 1950 alla "XXV Biennale" di Venezia con la scultura Donna con ventaglio. Nel frattempo dal 1948 frequenta gli ambienti senesi e romani attorno al cenacolo di intellettuali ed artisti di Cesare Brandi. Nel 1951 espone a Parigi e nel 1952 è tra gli otto scultori che sono stati scelti per partecipare al Concorso Internazionale per realizzare il "Monumernto al prigioniero politico ignoto", la cui mostra di bozzetti si è tiene a Firenze. E l'anno dopo è tra i premiati di questo concorso che viene esposto alla Tate Gallery di Londra, ricevendo il consenso di Henry Moore.
Nel 1959 è tra gli scultori italiani chiamati a rappresentare l'Italia alla "V Biennale Internazionale di Scultura all'aperto" che si tiene ad Anversa e dove espone tre diverse versioni della Donna con ventaglio. Partecipa, nel frattempo a numerose esposizioni e premi in Italia e all'estero, soprattutto a Parigi. Nel 1961 la Biennale di Venezia organizza una esposizione itinerante di scultura in Giappone, che tocca varie località di quel paese, con alcune opere di Salimbeni ed è ancora invitato a partecipare ad Anversa per la "VI Edizione della Biennale", mentre sue opere sbarcano per la prima volta alla Columbia University.
Gli anni successivi proseguono con varie mostre come quella a Dortmund nel 1963 al Museum Ostwall e quella sul tema Arte e Resistenza in Europa, esposta a Bologna e a Torino nel 1965. Sarà però con la "II Esposition International du Petit Bronze" di Parigi, di cui farà parte con altri artisti, che avrà grande risonanza, alla quale seguirà la "Mostra del Bronzetto Italiano Contemporaneo" che viene esposta in varie sedi europee, in Medio Oriente, in Sud e Centro America, in Giappone, Egitto. Nel 1973 partecipa alla "XII Biennale Internazionale di Scultura all'aperto" di Anversa. Negli anni che seguono il peggioramento delle sue condizioni salute lo condurranno ad isolarsi e a non prendere parte a mostre e iniziative di alcun tipo. Nel 1993, dopo la sua morte, la prima parziale retrospettiva viene organizzata a Berna, presso la Galleria Zeller.

## La vicenda dell'Elettrice Palatina
Il neo sindaco Gaetano Pieraccini della prima giunta comunale fiorentina dopo la fine della seconda guerra mondiale propone di dedicare una statua ad Anna Maria Luisa de' Medici, ultima Elettrice Palatina che, non avendo eredi, attraverso il cosiddetto "Patto di famiglia" dai Medici ai Lorena, assicurò che tutti i beni della città di Firenze rimanessero allo Stato di Toscana e non venissero dispersi. La convenzione, stipulata nel 1737 a Vienna, entrò in vigore, alla morte dell'Elettrice nel 1743. Ciò costituì la fortuna di Firenze e delle altre città toscane che permisero di conservare i loro ingenti patrimoni artistici.

La statua invece avrà vicende decisamente spiacevoli ed incresciose, almeno per Salimbeni. Al bando di concorso, indetto fra i residenti in Toscana da almeno tre anni, partecipano circa sessanta scultori. Risulta vincitore Salimbeni, cui seguono polemiche sulla stampa sui bozzetti presentati, sulla località individuata ove allocare la statua, sulle stesse dimensioni. Di proroga in proroga, si arriva alla giunta presieduta dal sindaco Giorgio La Pira, il cui assessorato alle Belle Arti riprese in mano la vicenda nel 1951. Viene ripensato il bando di concorso, nuove polemiche, dibattiti sui giornali, nuovi rinvii, finché si arriva alla nomina della commissione presieduta da Piero Bargellini ed allargata ad artigiani, artisti, scrittori e professionisti vari. Ancora una volta risulta vincitore Salimbeni che per soli 4 voti vince su Antonio Berti. A Salimbeni viene pagato il premio ma si aprirà una nuova stagione di lungaggini, di attese, di proroghe apparentemente senza motivo. In questo nuovo decennio però sui giornali apparvero prese di posizione sulla collocazione dell'opera, di Salimbeni medesimo che scriverà di "facili e ringhiosi denigratori della mia statua".

La situazione sembra sbloccarsi nel 1964 quando l'assessore Ramat fa approvare una delibera in cui vengono stanziati dieci milioni di lire per tradurre l'opera in marmo di Carrara di prima qualità e l'anno dopo viene stupulato un contratto con Salimbeni. Tempo dopo un blocco arriva all'Opificio delle Pietre Dure per la valutazione della qualità del marmo. L'Alluvione di Firenze del 4 novembre 1966 ritarda di nuovo il lavoro di Salimbeni che comunque riesce a farsi prorogare il termine per la conclusione del lavoro all'ottobre 1969. Rimane incompiuta la collocazione finale della statua e si aprono nuove polemiche. Inoltre Salimbeni, nella traduzione in marmo dal gesso, incontra problemi che allungano i tempi tanto che le Belle Arti nel 1970 gli paventano una eventuale denuncia per la mancata consegna della statua finita, cui Salimbeni risponde che la statua sarà consegnata quando saprà dove essa sarà collocata. Seguono anni di polemiche e silenzi.

Nel 1980, l'anno delle mostre medicee, in seguito ad una interrogazione comunale, riemergono polemiche su quello che ormai viene definito "Il giallo dell'Elettrice Palatina", poiché anche la statua di Salimbeni ha traslocato e non si sa dove si trovi. C'è anche chi propone di usare quella di Antonio Berti. La proposta suscitò veementi proteste del soprintendente alle Belle Arti Nello Bemporad, ma passarono ancora altri anni. L'opera verrà collocata soltanto nel 1995, quattro anni dopo la morte del suo autore, in uno spazio non felice, tra le Cappelle Medicee e la Chiesa di San Lorenzo.

Il 18 febbraio 2023 la statua dell'Elettrice Palatina viene collocata, in via definitiva, nel cortile della Dogana di Palazzo Vecchio.

## Elementi di stile
Salimbeni è un uomo di natura inquieta e, dopo la guerra, scoprirà la filosofia esistenzialista, il cui pensiero contribuirà ad assimilare una sorta di pessimismo sul limite umano; le sue sculture del periodo degli anni Quaranta riflettono le sue inquietudini interiori e il disagio del vivere. Sono probabilmente le influenze delle letture delle cosiddette "situazioni-limite" che ritroviamo nel pensiero del filosofo e psichiatra svizzero Karl Jaspers e dall'altro il plasticismo cui si richiama, forse vicino a Medardo Rosso, ma subirà anche ascendenze artistiche di Alberto Giacometti e delle sue figure filiformi.
Importante per capire l'arte di Salimbeni è una sua dichiarazione del 1960 a proposito dell'uso nelle sue sculture del filo di ferro: "Le mie sculture nascono dal ferro, dall’armatura stessa che non è più armatura come la intendevano gli scultori dell’Ottocento, ma diventa membratura, costruzione, movimento. Quello che appare sulla superficie delle mie statue è un fatto secondario: l’operazione che io faccio è di tirar fuori dal ferro l’intera ossatura della statua. È un po’ il contrario di quello che faceva Michelangelo: Michelangelo scavava la figura dentro il masso, io invece porto la figura alla superficie del metallo".